# Торлино Вимеркати
Торлѝно Вимерка̀ти (на италиански: Torlino Vimercati, на местен диалект: Turlì, Турли) е село и община в Северна Италия, провинция Кремона, регион Ломбардия. Разположено е на 88 m надморска височина. Населението на общината е 469 души (към 2015 г.).